# Mark McGhee
Pour les articles homonymes, voir McGhee.
Mark Andrew McGhee, né le 25 mai 1957 à Glasgow, est un entraîneur écossais de football. Il est auparavant un footballeur international écossais, évoluant au poste d'attaquant.

## Palmarès

### Palmarès de joueur
Avec le Greenock Morton Football Club
- Vainqueur du Championnat d'Écosse de football D2 en 1978.

Avec l'Aberdeen Football Club
- Vainqueur du Championnat d'Écosse de football en 1980 et en 1984.
- Vainqueur de la Coupe d'Europe des vainqueurs de coupe de football en 1983.
- Vainqueur de la Supercoupe de l'UEFA en 1983.

Avec le Celtic Football Club
- Vainqueur du Championnat d'Écosse de football en 1986.

Distinctions personnelles
- Joueur écossais de l'année en 1982.
- Meilleur buteur du Championnat d'Écosse de football 1988-1989 avec seize buts.

### Palmarès d'entraîneur
Avec le Reading Football Club
- Vainqueur du Championnat d'Angleterre de football D3 en 1994.

Avec le Millwall Football Club
- Vainqueur du Championnat d'Angleterre de football D3 en 2001.